# سیارک ۷۹۴۷
سیارک ۷۹۴۷ (به انگلیسی: 7947 Toland، نامگذاری:1992BE2) هفت هزار و نهصد و چهل و هفتمین سیارک کشف شده‌است که در ۳۰ ژانویه ۱۹۹۲ کشف شد.
قدر مطلق سیارک برابر ۱۵٫۴۰ است.